# بن فوستر (لاعب كرة قدم)

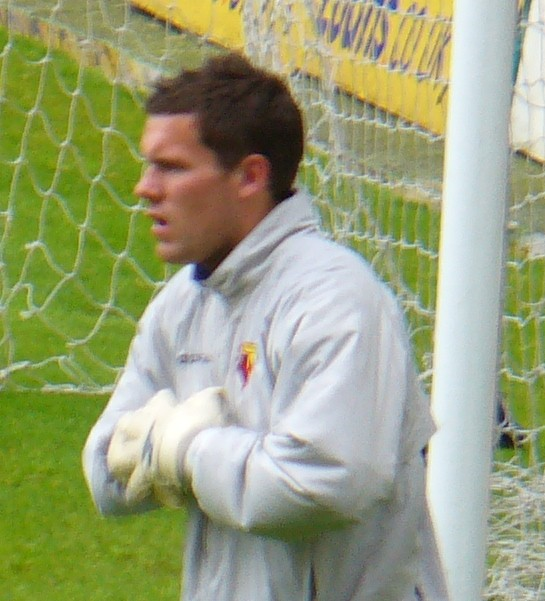
بن فورستر

بنيامين أنتوني فوستر (بالإنجليزية: Ben Foster)‏، من مواليد 3 ابريل 1983 في ليمنغتون سبا في إنجلترا، لاعب كرة قدم إنجليزي.
بدأ مسيرته الكروية مع نادي ستوك سيتي في عام 2002، ولعب معهم حتى عام 2005، وفي عام 2002 أعير إلى نادي بريستول سيتي، وفي موسم 2002/2003 أعير إلى نادي تيفيرتون تاون، ولعب معهم 16 مباراة، وفي عام 2004 أعير إلى نادي ستافورد رينجرز، ولعب معهم مباراة واحدة، وفي عام 2004 أعير إلى نادي كيردمينستر هارييرز، ولعب معهم مباراتين، وفي عام 2005 أعير إلى نادي وركسهام، ولعب معهم 17 مباراة، ومنذ عام 2005 وهو يلعب مع نادي مانشستر يونايتد، وفي موسم 2005/2006 أعير إلى نادي واتفورد، ولعب معهم 44 مباراة، وفي موسم 2006/2007 أعير إلى نادي واتفورد، ولعب معهم 29 مباراة.
عاد إلى مانشستر يونايتد في موسم 2008/2009 وكان سبباً في حصد لقب الكارلنج كب في ذلك الموسم.
في موسم 2009/2010 بدأ الموسم حارساً أساسياً لحين عودة الحارس فان دير سار من الإصابة، وعندما عاد تضاءلت فرص بن فوستر في اللعب أساسياً مع الفريق الأول.
لذا في شهر مايو 2010 انتقل بن فوستر إلى صفوف نادي برمنغهام سيتي الإنجليزي في صفقة انتقال دائمة، من الأجل اللعب بانتظام في صفوف الفريق الأول.
و قد بدأ باللعب مع منتخب إنجلترا لكرة القدم في عام 2006.

## روابط خارجية
- بن فوستر على موقع قاعدة بيانات كرة القدم.إي يو (الإنجليزية)
- بن فوستر على موقع ناشيونال فوتبول تيمز (الإنجليزية)
- بن فوستر على موقع Soccerbase.com (لاعب) (الإنجليزية)
- بن فوستر على موقع Soccerway.com (الإنجليزية)
- بن فوستر على موقع عالم كرة القدم.نت (الإنجليزية)
- بن فوستر على موقع كووورة
- بن فوستر على موقع AS.com (الإسبانية)